# Observatorio SFA
El Observatorio SFA (en inglés: SFA Observatory) es un observatorio astronómico situado a 17 km (11 millas ) al norte de Nacogdoches , Texas al sur de Estados Unidos. El observatorio es propiedad y está operado por Universidad Estatal Stephen F. Austin  (SFASU ), y fue inaugurado en 1976. Se utiliza para la enseñanza de pregrado y de investigación a nivel de postgrado.

## Telescopios
- Un telescopio reflector construido por la SFAU basado en el diseño de un telescopio en el Observatorio Lick comenzó a operar en 1984.

- un reflector Ritchey-Chretien ha estado en funcionamiento en la SFASU desde 1976, pero estaba situado originalmente en Eniwetok Atoll en las Islas Marshall donde fue utilizado por la NASA para estudiar la Luna para el Programa Apolo.